# Chiguayante
Chiguayante és una ciutat de Xile de la regió del Bío-Bío. tenia 81.302 habitants i la comuna té una superfície de 72 km² (datació del cens de 2002). Va ser fundada el 6 de juny de 1996.